# 榎本好宏
榎本好宏（えのもと よしひろ、 1937年4月5日 - 2022年2月2日）は、日本の俳人。

## 生涯
東京生まれ。1970年、「杉」創刊に参画。主宰の森澄雄に40年間師事し、「杉」編集長を18年担当した。森の死後に「杉」を退会。2010年、句集『祭詩』で第49回俳人協会賞受賞。2015年、『懐かしき子供の遊び歳時記』で第29回俳人協会評論賞受賞。『件』同人。選者を務めた俳誌『會津』終刊後、2014年、俳誌「航」を創刊、主宰。1996年から10余年にわたり福島県只見川流域の9町村と協力して、「歳時記の郷・奥会津　全国俳句大会」事業の企画・運営に携わった。
読売新聞地方版「よみうり文芸」選者。俳人協会名誉会員、日本文藝家協会、日本エッセイスト・クラブの会員だった。
2022年2月2日午後3時55分、肝臓がんのため横浜市の病院で死去。84歳没。

## 作品
代表句は
三月は人の高さに歩み来る
枕絵といふ菜の花の如きもの
金亀虫アッツに父を失ひき
滝さらに自在に落ちてよかりしに
独活食うて世に百尋も遅れけり
　　　知覧
母様（かかさま）へ椎の若葉が匂ひます
神楽いま早池峰に音還しけり
更衣見るべき花を見尽くして
こつつんと切子置かるる酒冷し
千里とは万葉人の冬の星
などがある。
作風は４０年師事した森澄雄の影響もあり、大和ことばによるなめらかな調べを重視したが、後年は自ら創設した結社「航」のこころざしとして「おのおのが持つ無意識下のやわらかい自己の発現をめざす」を掲げ、己れの中に顕つ不思議の具現を追求した。

## 著書

### 句集
- 『寄竹 』東京美術　1981 「現代俳句選書 23」
- 『素声 』富士見書房　1987 「俳句研究」句集シリーズ
- 『方寸 』富士見書房　1995 「俳句研究」句集シリーズ
- 『四序 榎本好宏句集』角川書店　1997　今日の俳句叢書
- 『三遠 榎本好宏句集』角川書店　2001
- 『奥会津珊々』奥会津書房  2004
- 『会景 榎本好宏句集』角川書店　2004
- 『祭詩 榎本好宏句集』ふらんす堂　2008　リブロ・件
- 『知覧』飯塚書店　2012
- 『南溟北溟 』飯塚書店　2015
- 『青簾』角川書店　2018
- 『季語別 榎本好宏全句集』航出版　2020
- 『花合歓』航出版　2021

### 評論・エッセイ
- 『江戸期の俳人たち』日本放送協会学園　1989
- 『森澄雄とともに』花神社  1993
- 『食いしん坊歳時記』角川学芸ブックス  2008
- 『江戸期の俳人たち』飯塚書店  2008
- 『六歳の見た戦争 アッツ島遺児の記憶』角川学芸出版  2009
- 『名句のふるさと』飯塚書店  2010
- 『風のなまえ』白水社  2012
- 『季語の足音』歴史春秋出版  2013
- 『懐かしき子供の遊び歳時記』飯塚書店  2014
- 『森 澄雄 初期の秀吟』編集制作:航出版　発行: 樹芸書房  2019

### 入門書
- 『俳句入門 本当の自分に出会う手引き』池田書店　1998

### 歳時記・辞書
- 『日本を楽しむ暮らしの歳時記　春』平凡社 2000 別冊太陽
- 『日本を楽しむ暮らしの歳時記　夏』平凡社 2000 別冊太陽
- 『日本を楽しむ暮らしの歳時記　秋』平凡社 2000 別冊太陽
- 『日本を楽しむ暮らしの歳時記　冬』平凡社 2000 別冊太陽
- 『季語語源成り立ち辞典』平凡社　2002
- 『大きな活字季語辞典』日東書院　2003
- 『季語の来歴』平凡社　2007
- 『まるごと日本の季節  監修』学研  2011 学研もちあるき図鑑
- 『季語成り立ち辞典』平凡社  2014 平凡社ライブラリー
- 『歳時記ものがたり』本阿弥書店  2019

## 共編著
- 『俳句この豊かなるもの』森澄雄 きき手　邑書林　1994
- 『奥会津歳時記』黒田杏子共編　只見川電源流域振興協議会　2006

## 参考
- 俳句結社「航」